# Gustave Bardy
Pour les articles homonymes, voir Bardy.
Gustave Bardy, né le 25 novembre 1881 à Belfort et mort le 31 octobre 1955 à Dijon, est un chanoine catholique et professeur à l’Institut catholique de Lille, spécialiste de la patristique grecque.

## Biographie
Gustave Léon Victor Bardy est né à Belfort le 25 novembre 1881,, fils de Victor Hyacinthe Bardy, médecin, et petit-fils de Matthieu Bardy, député du Haut-Rhin en 1848-1849.
Il est d'abord prêtre du diocèse de Besançon (1906-1927), puis du diocèse de Dijon (de 1927 à sa mort). 
Il est écarté de l'enseignement en 1923, tandis que sa thèse de doctorat sur Paul de Samosate, dirigée par Charles Guignebert, est condamnée par le Saint Office. Il en publie une édition corrigée en 1929 .
Pour subvenir à ses besoins, il rédige des articles scientifiques pour La Vie catholique avant d'être appelé par l'évêque Petit de Jullevielle à Dijon et de s'y voir confier la direction du journal La Vie diocésaine en novembre 1931.
Durant la Seconde Guerre mondiale, il est réintégré dans l'enseignement au Grand Séminaire de Dijon. Correspondant de l'Académie des inscriptions et belles-lettres, il a également été chanoine honoraire de Dijon .
La bibliothèque diocésaine de Dijon porte son nom, ainsi qu'une impasse de Dijon (Impasse Chanoine-Gustave-Bardy).

## Publications
- Didyme l'Aveugle, Paris, Beauchesne, 1910, 279 p. (lire en ligne)
- Les trophées de Damas : controverse judéo-chrétienne du VIIe siècle, Paris, Firmin-Didot, 1920, 291 p.
- En lisant les Pères, Tourcoing, Duvivier, 1921, 319 p. Prix Juteau-Duvigneaux (1922)
- Recherches sur l'histoire du texte et des versions latines du De Principiis d'Origène, Paris, Champion, 1923, 218 p. (lire en ligne)
- Paul de Samosate, étude historique, Paris, Champion, 1923, 581 p. (lire en ligne)
- Clément d'Alexandrie, Paris, Victor Lecoffre, 1926, 319 p.
- Littérature grecque chrétienne, Paris, Bloud & Gay, 1928, 187 p.
- Littérature latine chrétienne, Paris, Bloud & Gay, 1929, 231 p.
- Saint Augustin, l'homme et l'oeuvre, Paris, Desclée de Brouwer, 1940, 528 p.
- Les premiers jours de l'Église, Paris, Bloud & Gay, 1941, 192 p.
- La théologie de l'Église de Saint Clément de Rome à Saint Irénée, Paris, Editions du Cerf, 1945, 248 p.
- La théologie de l'Église de saint Irénée au concile de Nicée, Paris, Editions du Cerf, 1947, 348 p.
- L'Église et les derniers Romains, Paris, Laffont, 1948, 300 p.
- La question des langues dans l'Église ancienne, Paris, Beauchesne, 1948, VI-295 p.
- La Conversion au christianisme durant les premiers siècles, Paris, Aubier, 1949, 356 p.

### Bulletin de littérature ecclésiastique
- « Grecs et Latins dans les premières controverses pélagiennes », 1948, tome 49, p. 3-20 (lire en ligne)

## Traductions
- Athénagore, Supplique au sujet des Chrétiens, Paris, Editions du Cerf, coll. « Sources chrétiennes » (no 3), 1943
- Eusèbe de Césarée, Histoire ecclésiastique, t. I : Livres I-IV, Paris, Editions du Cerf, coll. « Sources chrétiennes » (no 31), 1952
- Eusèbe de Césarée, Histoire ecclésiastique, t. II : Livres V-VII, Paris, Editions du Cerf, coll. « Sources chrétiennes » (no 41), 1955
- Eusèbe de Césarée, Histoire ecclésiastique, t. III : Livres VIII-X, Paris, Editions du Cerf, coll. « Sources chrétiennes » (no 55), 1958